# Irena od Brunswicka
Irena od Brunswicka (o. 1293. – 16./17. kolovoza 1324.) bila je bizantska carica.
Rođena je oko 1293. godine kao Adelajda. Otac joj je bio Henrik I. od Brunswick-Grubenhagena. Adelajdina je majka bila Agneza od Meissena.
U ožujku 1318. Adelajda se udala za bizantskog princa Andronika Paleologa, koji je poslije postao car Andronik III. Paleolog. Adelajda je postala pravoslavka i uzela je ime Irena.
Irena je mužu rodila samo jedno dijete, sina. Rodila ga je u lipnju 1320., a maleni je princ umro 1322. u veljači.
Umrla je u Rhaedestusu (Tekirdağ).